# Tony Grubb
Antony Gawen Grubb, mais conhecido como Tony Grubb, ou simplesmente Tony, (22 de Julho de 1936 – 06 de Junho de 2017) era um golfista profissional inglês. Ele é lembrado por ter vencido o Schweppes PGA Close Championship de 1964.

## Biografia e carreira

### História
Tony Grubb nasceu em Yate, Gloucestershire, na Inglaterra, em 22 de Junho de 1936, mas cresceu e viveu sua infância em Bridstow, Ross-on-Wye, Herefordshire, Inglaterra.
Era filho de Gawen Brubb e de Evelyn Mercier. Casou-se em 1960 com Rosemary Enyl Hughes e tiveram uma filha, Amanda Grubb, nascida em 1961.

### Primeiros anos no golfe
Tony Grubb começou a jogar golfe aos 12 anos. Ele fez disso o seu principal esporte, enquanto estudava no Malvern College e se tornou assistente do Fulwell Golf Club aos 17 anos.
Depois de completar o Serviço Nacional em Chipre, retornou ao Fulwell Golf Club, onde profissionalizou-se no golfe com 18 anos, em 1954.

### Profissionalmente
Em 1958, Grubb venceu a Gor-Ray Cup, o PGA Assistants' Championship, no Hartsbourne Golf Club. Seu placar foi 285 em 72 buracos e terminou duas tacadas de vantagem de Brian Huggett.
Em 1964, Grubb venceu o Schweppes PGA Close Championship no Western Gailes Golf Club, recebendo o primeiro prêmio de £ 1.000. Ele era o único jogador abaixo do par e venceu por duas tacadas de Lionel Platts. O evento foi disputado em Abril e foi o primeiro evento importante da temporada. Grubb se beneficiou de ter jogado nos Estados Unidos durante o início do ano e também porque, em 1964, o PGA experimentou usar uma bola maior, como usada nos Estados Unidos.
Grubb jogou no time inglês de 6 homens no R.T.V. International Trophy de 1967, onde venceu 5 de suas 6 partidas e dividiu a outra.
Ele empatou com Brian Huggett em primeiro lugar no Torneio BowMaker Pro-am de 36 buracos de 1969 no Clube de Golfe Sunningdale. Mais tarde, naquele mesmo ano, ele ganhou o Southern Professional Championship no Clube de Golfe Crews Hill, em Enfield.
Grubb foi vice-campeão no Torneio Blaxnit (Ulster) de 1966 e no Torneio Agfacolor Film (Agfa-Gevaert) de 1968.
Depois de um período trabalhando na fruticultura da família, Grubb retornou ao golfe e jogou nos primeiros anos da European Seniors Tour, desde o seu início em 1992. Ele estava entre os top 10 da lista de jogadores com mais dinheiro ganho em 1992 e 1993. Ele nunca ganhou um evento nesse Tour, mas foi vice-campeão do Forte PGA Seniors Championship de 1992, atrás de Tommy Horton, e no London Masters de 1995, atrás de John Bland. No Seniors Championship de 1992, Grubb foi envolvido em um playoff com Horton e Christy O'Connor Snr. Grubb bateu seu segundo tiro fora de campo e Horton levou o título com um longo birdie.
Após isso, Grubb foi feito um membro honorário do PGA e Ross-on-Wye Golf Club.

## Morte
O jornal The Ross Gazette comentou a morte de Grubb, dizendo: "Tony era um homem de família, calmo, modesto e gentil. Ele aproveitou o seu tempo em casa antes de sua morte, passeando com seu cachorro e fazendo um modelo de helicóptero. Todos que o conheciam, mesmo de passagem, sentirão essa perda muito profundamente."
Tony Grubb morreu em Herefordshire, Inglaterra, em 06 de Junho de 2017.
Ele deixa sua amada esposa, Rosemary, sua filha, Amanda, netos, Logan, Sam e Joe, enteada, Jessica e seus filhos, Abigail e Theo e irmã, Gillie, juntamente com muitos amigos muito queridos.

## Títulos profissionais (4)
- Gor-Ray Cup (PGA Assistants' Championship) de 1958.
- Schweppes PGA Close Championship de 1964.
- Bowmaker Tournament de 1969 (empatado com Brian Huggett).
- Southern Professional Championship de 1969

## Resultados em Majors
| Tournament            | 1963 | 1964 | 1965 | 1966 | 1967 | 1968 | 1969 | 1970 | 1971 | 1972 | 1973 | 1974 | 1975 | 1976 |
| --------------------- | ---- | ---- | ---- | ---- | ---- | ---- | ---- | ---- | ---- | ---- | ---- | ---- | ---- | ---- |
| The Open Championship | E39  | CUT  | CUT  | 59   |      | E39  | CUT  | E41  |      |      | CUT  | CUT  |      | CUT  |

Nota: Grubb jogou somente no The Open Championship.

CUT = perdeu o cut a meio do caminho (3º round nos Open Championships de 1969, 1973 e 1974).

"E" = um empate pelo lugar.

## Aparições em equipe
- R.T.V. International Trophy (representando a Inglaterra): 1967 (vencedores).